# Movimiento de Nuevas Fuerzas
Movimiento de Nuevas Fuerzas (en ucraniano: Рух нових сил, Rukh Novykh Syl) es un partido político ucraniano que fue fundado como "Partido del Desarrollo Armonioso" el 11 de febrero de 2015 y renombrado en febrero de 2017 por Míjeil Saakashvili. 

## Historia
En el otoño de 2015, se lanzaron intentos y negociaciones para formar un partido político en torno al entonces gobernador de la provincia de Odesa, Mikheil Saakashvili, y miembros del grupo parlamentario Unión Interfaccional "Eurooptimistas", Alianza Democrática y posiblemente Autosuficiencia. Este proyecto colapsó en junio de 2016.
El 11 de noviembre de 2016, Saakashvili anunció la creación de un nuevo partido político ucraniano.  Esto se hizo cuatro días después de que dimitiera como Gobernador del Óblast de Odesa, culpando personalmente al Presidente Petro Poroshenko de permitir la corrupción en Odesa y en Ucrania en general. El 27 de noviembre de 2016, el partido celebró su primera manifestación en Kiev. En agosto de ese mismo año, Saakashvili presuntamente estaba en conversaciones para crear otro partido liberal con los exfiscales generales adjuntos Vitaly Kasko, David Sakvarelidze, el diputado Viktor Chumak y otros. En julio de 2016, Chumak declaró que Saakashvili lideraría un futuro partido llamado Wave. 
A finales de febrero de 2017, el Ministerio de Justicia de Ucrania registró oficialmente el Movimiento de Nuevas Fuerzas como partido político.  El 24 de diciembre de 2016, Saakashvili afirmó que el nuevo partido "ya había registrado 25.000 miembros". 
En abril de 2017, el partido Volia y el Movimiento de Nuevas Fuerzas anunciaron su fusión.  Al mismo tiempo, según Saakashvili, nueve alcaldes ucranianos se unieron a esta nueva organización.
En julio de 2017, el Movimiento de Nuevas Fuerzas y el movimiento político Spravedlivost de Valentyn Nalyvaichenko crearon un "cuartel general de acción conjunta".
El 26 de julio de 2017, el presidente Poroshenko emitió un decreto que despojaba al líder del partido Saakashvili de su ciudadanía ucraniana .  En Ucrania sólo los ciudadanos ucranianos pueden dirigir partidos políticos o ser elegidos para su parlamento. David Sakvarelidze se convirtió en el líder interino del partido.
En octubre de 2017, el Comité de Electores de Ucrania preparó un llamamiento a la Agencia Nacional para la Prevención de la Corrupción solicitando que se controlaran las actividades de 21 partidos, incluido el Movimiento de Nuevas Fuerzas y Nuestra Ucrania, debido a la presencia de indicios de financiación en la sombra. . El motivo para iniciar la verificación del Movimiento de Nuevas Fuerzas fue la falta de informes en el sitio web de la Agencia para el segundo trimestre de 2017.
El 5 de diciembre de 2017, el fiscal general Yuriy Lutsenko declaró que Saakashvili había recibido medio millón de dólares del oligarca ucraniano Serhiy Kurchenko por organizar protestas. Se afirmó que Kurchenko proporcionó fondos para tomar el poder de Saakashvili en Ucrania y esperaba que, a cambio, se cerrarían los casos penales y se restablecería el control sobre sus activos. Se han publicado registros de Saakashvili supuestamente hablando con Sergei Kurchenko. Saakashvili negó las acusaciones. Se registraron tres procesos penales por los hechos de las protestas del 17 de diciembre.
Después de que Saakashvili (después de ser deportado por primera vez a Polonia ) se mudara a los Países Bajos en febrero de 2018, solo tiene un papel asesor en el partido.
En diciembre de 2018, el partido Volia revocó su decisión de fusionarse con el partido. El líder del partido Volia (y miembro del parlamento ucraniano ), Yury Derevyanko, declaró que Volia no se fusionaría porque el líder del Movimiento de Nuevas Fuerzas, Saakashvili, estaba más interesado en su Georgia natal que en la política ucraniana .  Derevyanko también afirmó que el 90% de los miembros del consejo local del Movimiento de Nuevas Fuerzas se habían unido a Volia.
El 29 de mayo de 2019, Saakashvili regresó a Ucrania después de que el presidente Volodymyr Zelensky le devolviera la ciudadanía ucraniana; pero Saakashvili pronto declaró que no tenía ambiciones políticas en Ucrania.
En junio de 2019, el partido declaró que tenía la intención de presentarse a las elecciones parlamentarias ucranianas de finales de julio de 2019. El 23 de junio de 2019, la Comisión Electoral Central de Ucrania rechazó a los miembros del partido registrarse para las elecciones parlamentarias de julio porque supuestamente el congreso del partido del 10 de junio había violado el estatuto del partido. Dos días después, el Tribunal Administrativo de Kiev anuló esta decisión de la Comisión Electoral Central. El 19 de julio de 2019, el líder del partido Movimiento de Nuevas Fuerzas, Mikheil Saakashvili, pidió a sus seguidores que votaran por el partido Siervo del Pueblo en las elecciones parlamentarias de 2019. En estas elecciones, el propio Saakashvili fue el primero en la lista de su partido, el Movimiento de Nuevas Fuerzas no logró ganar ningún escaño parlamentario obteniendo el 0,46% del total de votos, mientras que las elecciones tenían un umbral electoral del 5% (el 43,16% votó por Siervo del Pueblo). El partido tampoco logró ganar un escaño en el distrito electoral. Había participado en 9 distritos electorales  donde el resultado electoral de su candidato más exitoso fue del 2,54%, el segundo mejor candidato obtuvo un 1,8%. Volia tampoco obtuvo ningún escaño parlamentario en las elecciones. 
En las elecciones locales ucranianas de 2020, el partido obtuvo un solo escaño.

## Gestión
El Consejo Político del partido incluye a Míjeil Saakashvili, Yuri Derevyanko, David Sakvarelidze y Olga Galabala.

## Posiciones políticas
En abril de 2017, el líder del partido Saakashvili propuso "construir un gran muro" para "aislarnos temporalmente" de las separatistas República Popular de Donetsk y de la República Popular de Luhansk con el fin de "concentrarnos en el resto de Ucrania". Saakashvili confiaba en que estos territorios separatistas vuelvan a estar bajo control del Gobierno ucraniano, pero sólo "después de que derrotemos la corrupción y comencemos un rápido desarrollo".
A principios de junio de 2019, los líderes del partido Sakvarelidze y Saakashvili declararon que el partido quería "apoyar la nueva ola presentada por el equipo del presidente ucraniano (recientemente elegido) Volodymyr Zelensky ".